# ألكسندر ياكوبسن
أمير عادل ياكوبسن أو (ألكسندر ياكوبسن)هو لاعب كرة قدم مصري ولد في الدنمارك وملقب هناك برونالدينهو الدنمارك، وذلك لمهاراتة العالية من صغرة وكذلك للشبة الكبير معه، يلعب مع نادي فيبورج الدنماركي في مركز صانع الألعاب.
في عام 2013 قام ربيع ياسين مدرب منتخب مصر للشباب تحت 20 سنة بدعوتة للعب مع منتخب مصر وشارك في بطولة كأس أمم أفريقيا للشباب 2013 التي فازت يها مصر في مباراة واحدة ضد منتخب البنين.
و استدعاه الجهاز الفني لمنتخب مصر الأول في مارس 2017 لمعسكر المنتخب ليشارك في أول مباراة ودية دولية له مع المنتخب المصري ضد منتخب توجو

## وصلات خارجية
- ألكسندر ياكوبسن على موقع الاتحاد الأوربي (الإنجليزية)
- ألكسندر ياكوبسن على موقع اتحاد السويد (السويدية)
- ألكسندر ياكوبسن على موقع قاعدة بيانات كرة القدم.إي يو (الإنجليزية)
- ألكسندر ياكوبسن على موقع ناشيونال فوتبول تيمز (الإنجليزية)
- ألكسندر ياكوبسن على موقع Soccerway.com (الإنجليزية)